# Заводский, Матвей Никифорович
Матвей Никифорович Заводский (1923—1944) — советский военный. Участник Великой Отечественной войны. Герой Советского Союза (1945, посмертно). Лейтенант.

## Биография
Матвей Никифорович Заводский родился 5 августа 1923 года в селе Пролейка Самарского уезда Самарской губернии РСФСР (ныне Елховского района Самарской области Российской Федерации) в семье крестьянина Никифора Гордеевича Заводского. Русский. По другим данным — чуваш. Окончил семь классов в школе села Елховка. Перед войной работал заведующим сельским клубом.
В ряды Красной Армии призван Елховским районным военкоматом в феврале 1942 года и направлен в 1-е Куйбышевское пехотное училище, по окончании которого проходил военную подготовку в частях резерва. В боевых действиях против немецко-фашистских захватчиков лейтенант М.Н. Заводский с февраля 1944 года в составе 682-го стрелкового полка 202-й стрелковой дивизии 27-й армии 2-го Украинского фронта. Боевое крещение принял в Уманско-Ботошанской операции.
Развивая наступление, 202-я стрелковая дивизия, освободив города Тульчин и Могилев-Подольский, 04.04.1944 года одной из первых вышла к государственной границе Союза Советских Социалистических Республик, сходу форсировала реку Прут и вступила на территорию Румынии в районе города Яссы. 16.04.1944 года Матвей Никифорович был ранен, но быстро вернулся в строй. В ходе Ясско-Кишиневской операции подразделения дивизии 20.08.1944 года прорвали оборону немцев под Яссами в районе населенного пункта Ерипчени. В ходе боёв за господствующую высоту 192,0 взвод лейтенанта Заводского, обойдя немцев с тыла, ворвался в немецкие траншеи и в рукопашной схватке уничтожил более 60 солдат и офицеров противника, и ещё 40 было взято в плен. Удерживая высоту до подхода главных сил полка, взвод отразил 6 контратак противника, уничтожив до 30 немецких солдат и офицеров. Развивая наступление на Брашов, Матвей Никифорович со своими бойцами у деревни Кикиш не только отразил две контратаки превосходящих сил противника, но и выбил его с занимаемых рубежей, уничтожив при этом до 20 вражеских солдат.
Продвигаясь вглубь территории Румынии дивизия, в которой служил М.Н. Заводский, вышла к городу Турда. Перед лейтенантом Заводским была поставлена задача захватить участок стратегически важного шоссе Турда — Клуж. 04.10.1944 года взвод на нескольких танках совершил смелый бросок по тылам противника и, перерезав шоссе, в полном окружении в течение нескольких часов вёл бой с превосходящими силами противника до подхода главных сил. В ходе боя было уничтожено около 60 солдат и офицеров противника. 5 октября 1944 года лейтенант Заводский получил приказ произвести разведку боем на господствующих высотах у деревни Турень с целью выявления огневых точек противника. В ходе боя М.Н. Заводский погиб. Похоронен на кладбище румынской деревни Петрешти-де-Мижлок в жудеце Клуж.
За образцовое выполнение боевых заданий командования на фронте борьбы с немецкими захватчиками и проявленные при этом отвагу и геройство указом Президиума Верховного Совета СССР от 24 марта 1945 года лейтенанту Заводскому Матвею Никифоровичу было присвоено звание Героя Советского Союза посмертно.

## Награды
- Медаль «Золотая Звезда» (24.03.1945, посмертно);
- орден Ленина (24.03.1945, посмертно);
- орден Красной Звезды (03.10.1944).

## Память
- Именем Героя Советского Союза М. Н. Заводского названа улица в селе Елховка Самарской области.

## Документы
- Общедоступный электронный банк документов «Подвиг Народа в Великой Отечественной войне 1941—1945 гг.» Архивировано 13 марта 2012 года.

Герой Советского Союза. Архивировано 25 мая 2013 года.
Указ Президиума Верховного Совета СССР. Архивировано 25 мая 2013 года.
- Обобщённый банк данных «Мемориал». Архивировано 10 мая 2012 года.

ЦАМО, ф. 33, оп. 11458, д. 432. Архивировано 31 августа 2013 года.
ЦАМО, ф. 33, оп. 11458, д. 270. Архивировано 31 августа 2013 года.